# Roy Hartsfield
Pour les articles homonymes, voir Hartsfield.
Roy Thomas Hartsfield (25 octobre 1925 à Chattahoochee Hills - 15 janvier 2011 à Ball Ground) est un joueur et manager américain de baseball. Il joue en Ligue majeure de baseball de 1950 à 1952 pour les Braves de Boston puis occupe le poste de manager chez les Blue Jays de Toronto de 1977 à 1979.

## Carrière

### Joueur
Après des études secondaires à la West Fulton High School d'Atlanta (Géorgie), Roy Hartsfield signe chez les Atlanta Crackers, formation de Ligues mineures. Il y joue une saison (1943) avant de rejoindre pour deux ans l'US Navy. Roy Hartsfield retrouve les Ligues mineures sous les couleurs des Charleston Rebels (A) et des Atlanta Crackers (AA), en 1946 et 1947, des Dallas Eagles (AA) en 1948 puis des Milwaukee Brewers (AAA) en 1949.
Hartsfield fait ses débuts en Ligue majeure le 28 avril 1950 avec les Braves de Boston. Il occupe le deuxième but pendant deux saisons et demie. Transféré chez les Phillies de Philadelphie en 1952, puis chez les Dodgers de Brooklyn en 1953, il doit se contenter d'évoluer en Ligues mineures au sein de ces organisations. Il met un terme à sa carrière de joueur l'issue de la saison 1961.

### Manager
Devenu coach-joueur puis manager-joueur en Ligues mineures dès 1956, Hartsfield est manager des Spokane Indians de 1966 à 1968 où il échoue deux fois en finale de la PCL. Assistant de Walter Alston en Ligue majeure chez les Dodgers de Los Angeles de 1969 à 1972, instructeur de première base en 1973 chez les Braves d'Atlanta, il devient manager des Hawaii Islanders (AAA) pendant quatre saisons. Il gagne deux titres de la PCL en 1975 et 1976 avec les Islanders. Hartsfield est nommé premier manager des Blue Jays de Toronto. Il reste en poste les trois premières saisons de l'histoire de cette franchise.
Hartsfield termine sa carrière sportive en 1983 au poste de manager des Indianapolis Indians après un passage par l'organisation des Cubs de Chicago en 1981 où il opère comme manager des Iowa Oaks.

## Statistiques

### Joueur
| Saison | Équipe        | G   | AB  | R   | H   | 2B | 3B | HR | RBI | SB | BA   |
| ------ | ------------- | --- | --- | --- | --- | -- | -- | -- | --- | -- | ---- |
| 1950   | Boston Braves | 107 | 419 | 62  | 116 | 15 | 2  | 7  | 24  | 7  | .277 |
| 1951   | Boston Braves | 120 | 450 | 63  | 122 | 11 | 2  | 6  | 31  | 7  | .271 |
| 1952   | Boston Braves | 38  | 107 | 13  | 28  | 4  | 3  | 0  | 4   | 0  | .262 |
| Totaux | 3 ans         | 265 | 976 | 138 | 266 | 30 | 7  | 13 | 59  | 14 | .273 |

### Manager
| Saison | Équipe  | Saison régulière | Saison régulière | Saison régulière | Saison régulière | Saison régulière |
| Saison | Équipe  | G                | V                | D                | V-D %            | Place            |
| ------ | ------- | ---------------- | ---------------- | ---------------- | ---------------- | ---------------- |
| 1977   | Toronto | 161              | 54               | 107              | 0.335            | 7e               |
| 1978   | Toronto | 161              | 59               | 109              | 0.366            | 7e               |
| 1979   | Toronto | 162              | 53               | 109              | 0.327            | 7e               |
| Totaux | Totaux  | 484              | 166              | 318              | 0.343            |                  |